# Mausoleo de Juan Vicente Gómez
El mausoleo de Juan Vicente Gómez, es un monumento funerario ubicado en la calle Mariño al lado del cementerio La Primavera, de Maracay, estado Aragua. Fue proyectado por Antonio Mlaussena y construido por Emilio Lachalle en 1919. Esta edificación se encuentra entre los sitios de interés arquitectónico, artístico, histórico y arqueológico de Maracay, según Decreto 975 de la Gaceta Oficial del estado Aragua n.° 610 de fecha 21 de noviembre de 1997.
En este mausoleo fue sepultado el general Juan Vicente Gómez tras su muerte, así como otros miembros de su familia. 

## Historia
Para 1918 la gripe española azota Venezuela, y en la capital de estado Aragua una de las víctimas es el coronel Augusto Alí Gómez Bello, hijo del general Juan Vicente Gómez. En su honor, Gómez ordena la construcción de un mausoleo.

## Arquitectura
Presenta un estilo ecléctico con reminiscencias moriscas, rematado por una cúpula que acentúa su estructura. Se encuentra organizado sobre una base axial que divide el cuerpo central en dos partes iguales y dos naves laterales con bajorrelieves de Lorenzo González, que presentan los Llanos y el mundo militar. Las dos naves laterales contienen los sepulcros de otros miembros de la familia Gómez. La estructura es de concreto armado, cielo raso de plafones de yeso moldurado, cerramiento vitrales, piso de mosaicos de cemento coloreado y decorado con motivos geométricos. Tiene como motivo frontal un ángel alado elaborado por Lorenzo González.